# آلان بنتوليلا
آلان بنتوليلا (ولد في 21 أبريل 1949 في غليزان)، عالم وباحث فرنسي في اللسانيات، ألف حوالي عشرين كتابا تتعلق على وجه الخصوص بأمية الشباب البالغين وتعلم القراءة واللغة لدى الأطفال، وهو أستاذ في جامعة باريس ديكارت. يركز بحثه على إتقان اللغة الشفوية فيما يتعلق بتعلم القراءة، فيما يشكل علم النحو مجال التحليل المفضل لديه.

## سيرة شخصية
ولد عام 1949 في غليزان في الجزائر، ودرس اللغات وحاز على ماجستير في اللغة الإنكليزية ودرجتي دكتوراه في اللغة والأدب، ومقعد أستاذية في إدارة الأبحاث. عمل بنتوليلا في البداية على لغات غير شائعة (الأفريقية، الكريولية، كيتشوا)، فأدار تطوير قاموس اللغة الكريولية الهاييتية (1976)، ونشر عشر مقالات عن لغة الكريول في المجلات الدولية. تصف أطروحة رسالته لما بعد التخرج القواعد المشتركة بين اللغات الكريولية واللغات الأفريقية، وقد دفعته رغبته في إعطاء معنى اجتماعي لعمله في البحث اللغوي إلى قيادة الحملات الوطنية من أجل محو الأمية في هايتي والإكوادور (1978-1985).
ركزت أبحاثه منذ العام 1980 على نشأة الوعي السيميولوجي لدى الأطفال الذين تتراوح أعمارهم بين 3 و 6 سنوات، وكان هذا موضوع أطروحة دكتوراه قدمها عام 1984، ثم امتدت ا لتشمل الأسئلة المتعلقة بالكفاءة اللغوية الشفوية والمكتوبة عند تلاميذ المدارس الابتدائية والشباب. يعمل بنتوليلا أستاذًا في اللسانيات في جامعة باريس ديكارت، حيث ترأس قسم التعليم المستمر من عام 1981 إلى عام 1985 .
تركز أبحاثه منذ عام 2008 على نشأة اللغة وتطورها لدى الأطفال من سن 0 إلى 3 سنوات، كما يقود بناء وتجريب الأنظمة الرقمية للمدارس.
في عام 2010 أسس وترأس المركز الدولي للتدريب وتطوير الأدوات التعليمية (CI-FODEM) في جامعة باريس ديكارت، حيث أنشأ أنظمة مركّبة للمعلمين تشمل شبكة مراصد القراءة المحلية (ROLL)، وشبكة مراصد الرياضيات (ROMA)، وموقعا للتعلم الشامل للقراءة والكتابة (AILE)، وموقعا لفهم وتفسير النصوص التأسيسية (CITE). ومنذ عام 2013 أنشأ ويدير ما يعرف بـ«آلة القراءة» وإدارة (بالفرنسية: La Machine à lire) بدعم من مدينة لوهافر وصندوق شركة السكك الحديدية الفرنسية.
كما شغل في الأعوام من 1998 إلى 2006 موقع المدير العلمي لمشروع «مدرسات» (medersat.com) الوطني الذي أنشأ في مختلف مناطق المغرب أكثرمن 1001 مدرسة ريفية بنظام تعليمي يتكيف مع احتياجات المناطق الريفية وشبه الحضرية ويقدم التعليم الأولي باللغة الأم.
عمل مستشارًا علميًا لمرصد القراءة الوطني في الأعوام 1997 إلى 2008، ومديرًا ونائبًا لرئيس مؤسسة المرافق العامة لبنوك التوفير من 1999 إلى 2011، وهو مدير الصندوق التابع لشركة السكك الحديدية الفرنسية ومدير مؤسسة «فينشي». كما أسس ويدير منذ عام 2011 برنامج «جدليات ديكارت» (بالفرنسية: Controverses de Descartes)، كما تولى عام 2018 رئاسة المجلس العلمي لشبكة دون بوسكو،  وهو أيضا علمي للمجلس الأعلى للغة الفرنسية.

## جوائز وتكريم
- وسام جوقة الشرف بدرجة ضابط
- وسام الفنون والآداب الفرنسي بدرجة ضابط
- وسام الاستحقاق الوطني الفرنسي بدرجة ضابط
- دكتوراه فخرية المعهد الكاثوليكي في باريس
- في عام 1997 نال الجائزة الكبرى للأكاديمية الفرنسية على كتابه «الأمية عامة وفي المدرسة» (بالفرنسية: De l'illtrisme en général et de l'école)
- في عام 2007 حصل على جائزة المقال من التلفزة الفرنسية عن «الكلمة ضد البربرية» France Televisions for (بالفرنسية: Le verb contre la barbarie)
- في عام 2008 حصل على جائزة «غابة الكتب» (بالفرنسية: La Forêt des livres) على كتابه «المدرسة العاجلة» (بالفرنسية: Urgence école)

## من أعماله (باللغة الفرنسية)

### أطروحات
- Dictionnaire élémentaire créole haïtien-français, Éditions Caraïbes / Hatier, 1976. (Sous la direction)
- De l'illettrisme en général et de l'école en particulier, PLON 1996. Grand prix de l'Académie française.
- Actes des Entretiens de l’Unesco : Le goût d’apprendre, Nathan, 2004. (Sous la direction).
- Tout sur l’école, Odile Jacob, septembre 2004.
- Actes des Entretiens de l’Unesco : Le goût de lire, Nathan, 2005. (Sous la direction).
- Le Verbe contre la barbarie, Odile Jacob, 2007. Prix essai France télévision.
- Urgence école : le droit d’apprendre, le devoir de transmettre, Odile Jacob, 2007. Prix de la Forêt des livres.
- Quelle école maternelle pour nos enfants ?, Odile Jacob, 2009.
- Parle à ceux que tu n'aimes pas. Le défi de Babel, Odile Jacob, septembre 2010 (ISBN 978-2-7381-2544-6).
- Au tableau, monsieur le Président ! - Pour une école enfin républicaine, Odile Jacob, janvier 2012.
- La langue française pour les nuls, First, Paris, décembre 2012, 500p
- La grammaire entre contrainte et liberté, Nathan, janvier 2013, 120p
- Apprendre à lire, Nathan, Janvier 2013, 120p
- Langue et science, Plon, janvier 2014, avec Yves Quéré, 203p
- Comment sommes-nous devenus si cons ?, éditions First, 2014, 185p.
- Reprenons nos esprits, éditions First, 2016, 249p
- Apprendre à lire pour les Nuls, éditions First, 2016, 389 p
- L'école contre la barbarie, First, 2017, 223 p
- L'essentiel de la pédagogie, Nathan 2017, 356 p
- Apprentissage de la lecture , Nathan 334 pages Septembre 2019
- La Joie d'apprendre ensemble. 150 activités ludiques pour cultiver le langage et le plaisir de lire, First, 2019, 345 p.
- Nous ne sommes pas des bonobos, Avril 2021, Odile Jacob, Paris, 226 p

### أطروحات تربوية وتطبيقات رقمية
- Bescherelle grammaire, Hatier, 1985.
- Mondalire, méthode d’apprentissage de la lecture, Nathan, 2006.
- Lettris, méthode pluridisciplinaire de lutte contre l’illettrisme, Nathan, 2006.
- Le Nathan, grammaire, vocabulaire, conjugaison, Nathan, 2014
- KIMAMILA, méthode de lecture. Nathan, 2014
- Le Réseau des observatoires locaux de la Lecture (ROLL), CI-FODEM 2014
- La Machine à Lire (MAL) CI-FODEM 2015
- La Machine à Comprendre (MAC) 2018
- Le Réseau des Observatoires des Mathématiques (ROMA). CI-FODEM 2018
- Télé Formation Français. CI-FODEM 2017
- Télé Formation Mathématique. CI-FODEM 2017
- PROLIVRE, site lycées pro, 2018
- CITé, site pour les prisons, 2018
- POLYLECTE, site pour les collèges 2020
- Désir d'Apprendre , site pour les parents 2021

## روابط خارجية
- آلان بنتوليلا في مقابلة مع فرانس إنتر حول الانقسام اللغوي، 12 مايو 2012 (بالفرنسية)
- مقالة عن كتاب «الكلمة ضد البربرية» في صحيفة البيان الإماراتية، 17 مارس 2008